# Fondation suisse de déminage
La Fondation suisse de déminage (FSD) es una organización no gubernamental suiza especializada en la lucha contra las minas.  Desde su creación en 1997, la FSD ha llevado a cabo operaciones en unos 30 países  en cuatro continentes.  Sus programas incluyen los cuatro componentes siguientes: desminado humanitario, educación en el riesgo de artefactos explosivos, asistencia a las víctimas y destrucción de existencias. En 25 años, la FSD ha neutralizado más de 1,4 millones de artefactos explosivos.
La organización, con sede en Ginebra,  contaba en 2024 con más de 900 colaboradores en ocho países. FSD es titular de la etiqueta ZEWO desde 2003, una etiqueta suiza que certifica que las organizaciones son transparentes y dignas de confianza para los donantes.  La organización también está certificación según la norma ISO 9000:2015.